# Vřetenuška obecná
Vřetenuška obecná (Zygaena filipendulae (Linné, 1758)), někdy také vřetenuška tužebníková, je drobný motýl z čeledi vřetenuškovitých. Do této čeledi patří řada podobných druhů, které se navzájem odlišují především počtem a také uspořádáním červených skvrn. Patří mezi noční motýly s denní aktivitou.

## Vzhled

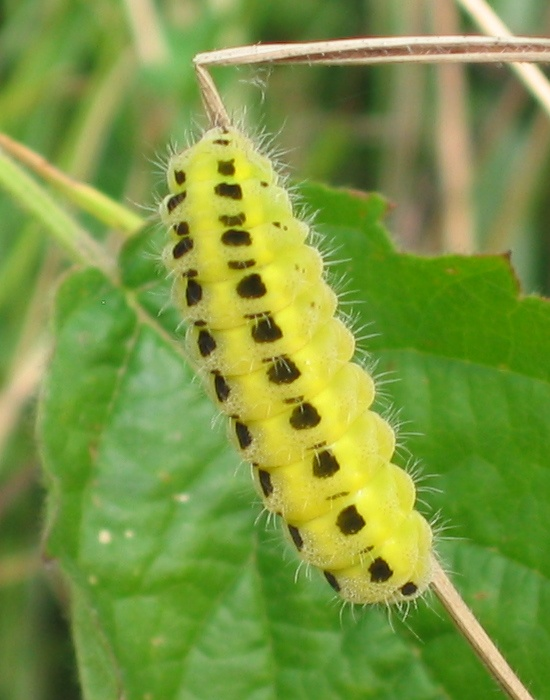
housenka vřetenušky tužebníkové

Tento motýl má délku přibližně 18 mm, rozpětí křídel je 38 mm. Přední křídla jsou leskle černá s šesti párově uspořádanými červenými skvrnami, které někdy splývají. Zadní křídla jsou intenzivně červená s černým lemem. Nápadné zbarvení působí jako varování před jedem, který je schopna vylučovat. Tvar kyjovitě ztloustlých tykadel dal vřetenuškám jméno.
Housenky jsou zelené s černými a žlutými skvrnami. Mají na sobě porost řídkých chlupů.

## Výskyt
Geograficky je rozšířena v Evropě a Přední Asii, zasahuje až do Skandinávie. V areálu rozšíření vytváří mnoho lokálních forem. Preferuje luční biotopy. Jedná se o nejhojnější druh rodu vřetenuškovití. Imago lze pozorovat od června do srpna.

## Chování

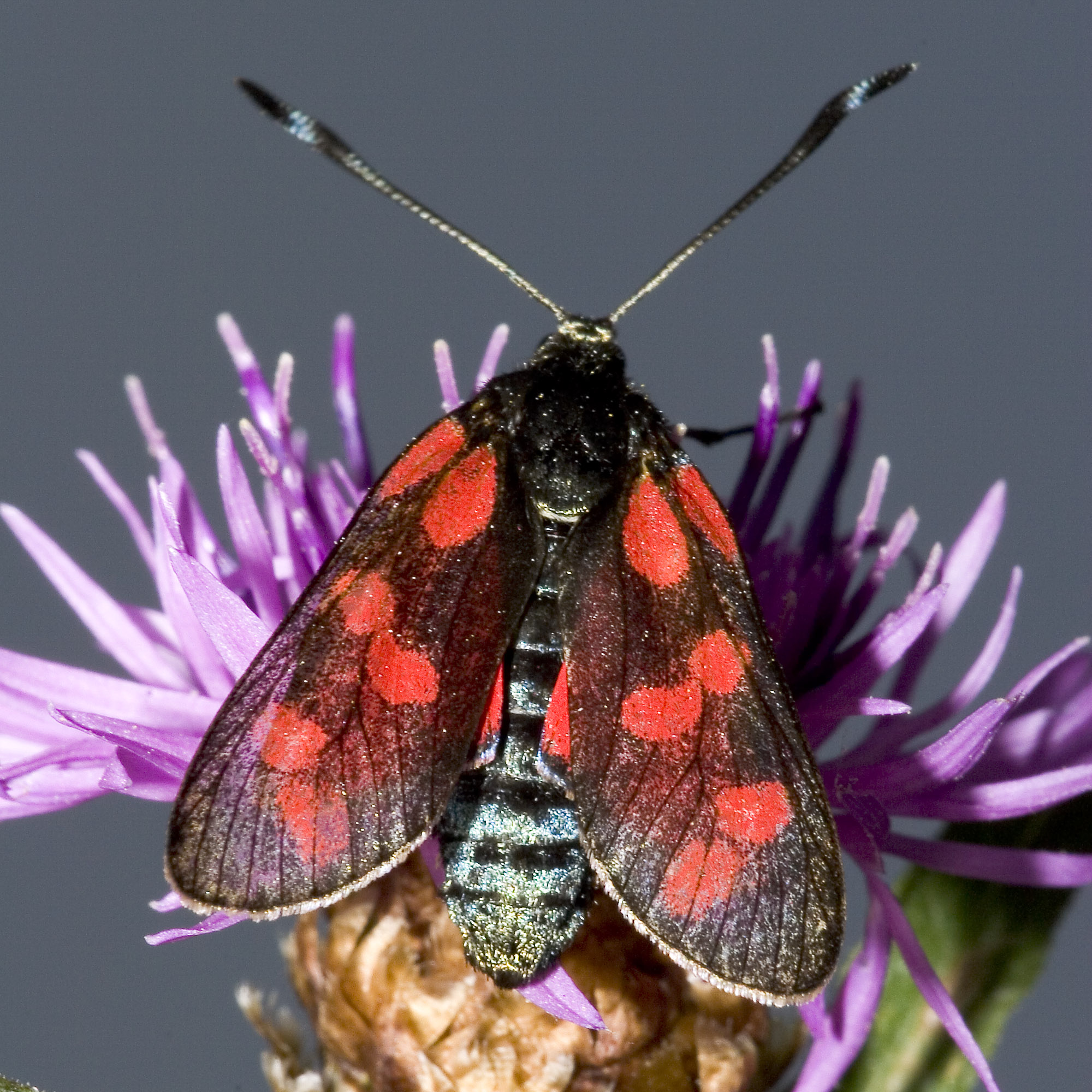
Motýl

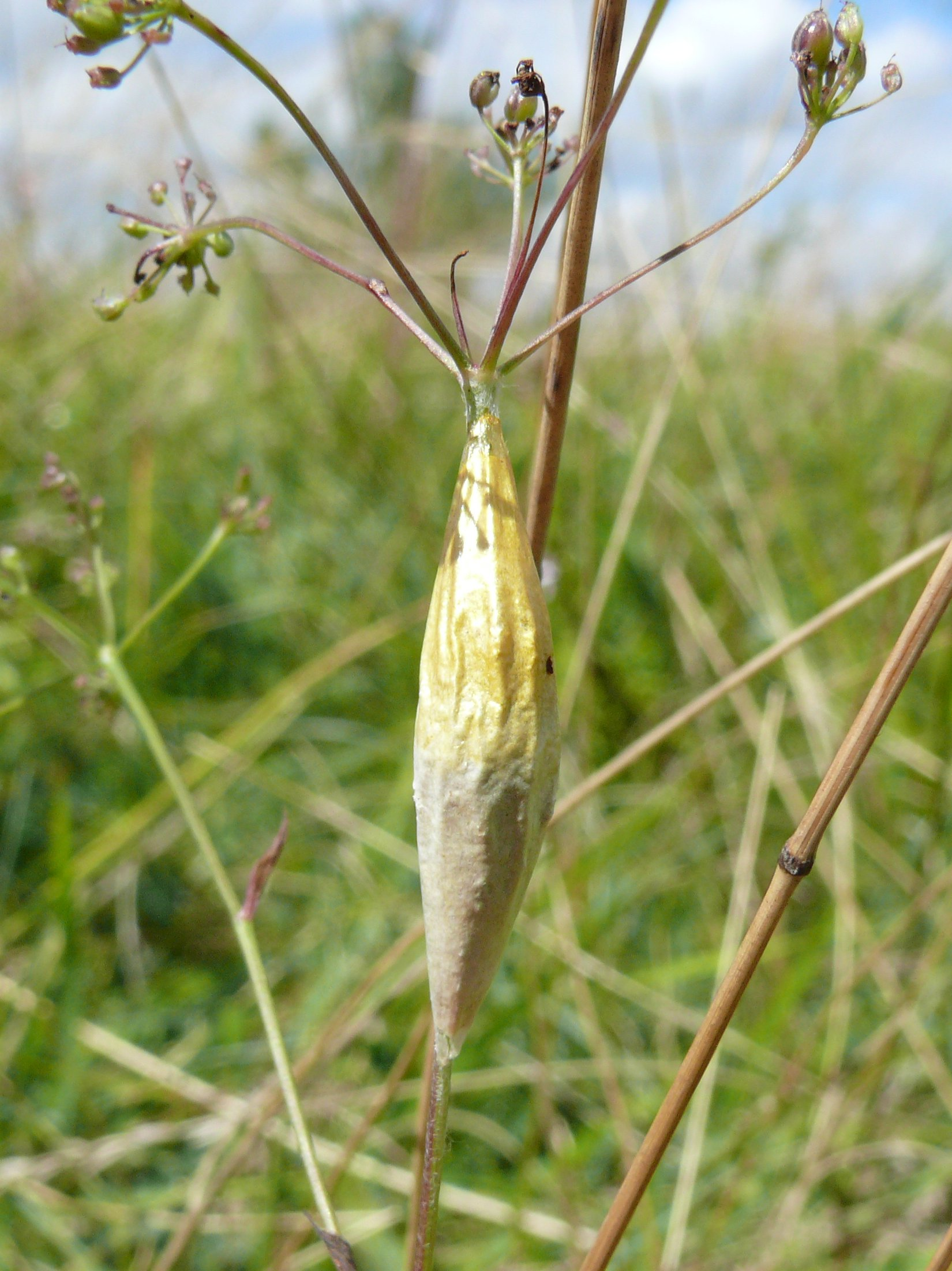
Kukla

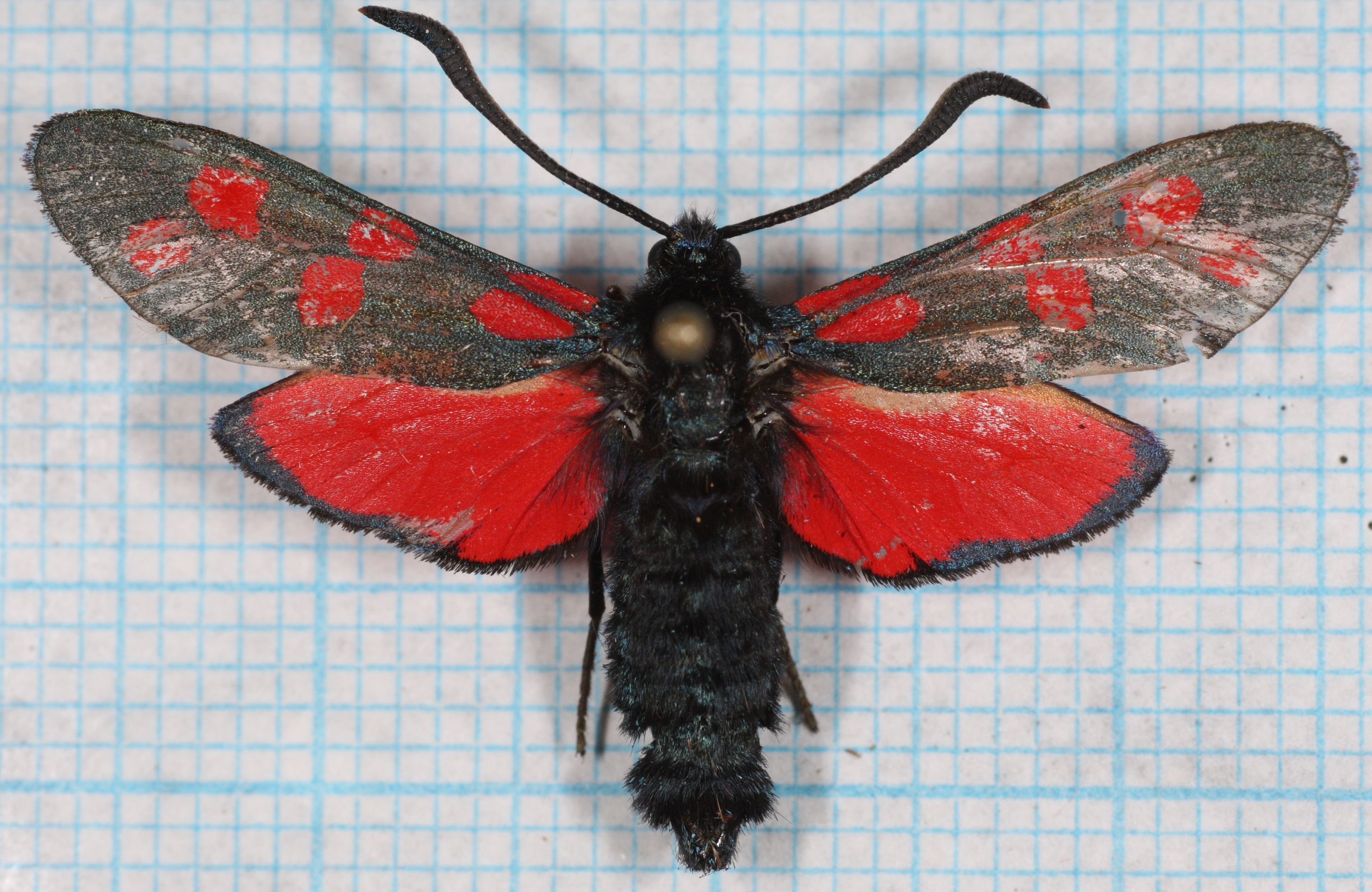

### Způsob života
V klidu motýl usedá např. na květ, tykadla natáhne dopředu a křídla složí do střechovitého tvaru. Často sedí více jedinců na jednom květu a pomalu společně přelétávají na další. Je aktivní ve dne.
Vylučují jedovatý sekret, který obsahuje kyanovodík a histamin. Tento sekret je vylučován žlázami za hlavou. Díky tomu je např. pro ptáky nejen nechutná, ale také jedovatá. To jí spolu s výstražným zbarvením poskytuje vhodnou ochranu před predátory.

### Rozmnožování
Motýl klade žlutá, oválná vajíčka v řadách na rub listů živných rostlin. Přezimuje housenka, která si přede sírově žlutý, pergamenovitý zámotek vřetenovitého tvaru na stéble trávy.

### Potrava
Housenky vřetenušky obecné se živí listy bobovitých rostlin, nejčastěji na štírovníku růžkatém a čičorečce pestré.. Imago saje šťávy hlavně na bodlácích, pcháčích, lopuchu, dobromysli a chrpách.